# اچ‌دی ۱۲۵۶۵۸
اچ‌دی ۱۲۵۶۵۸ یک ستاره است که در صورت فلکی گاوران قرار دارد.